# 윌러 (프로게이머)
윌러(본명: 김정현, 2003년 4월 24일 ~ )는 대한민국의 리그 오브 레전드 (롤) 프로게이머로 아이디는 Willer이다. 포지션은 정글러이다. 현재 BNK FearX에서 활동하고 있다.

## 선수 생활
2021 서머 시즌을 앞두고 2군팀으로 콜업되면서 프로 커리어를 시작했다. 서머 7주차를 앞두고 1군팀으로 콜업되었다. 콜업 이후 아서와 요한을 제치고 팀의 주전 정글러로 도약했다.
2022시즌을 앞두고 팀에 잔류했다. 하지만 스토브리그 기간 동안 온플릭이 새롭게 영입되면서 서브 선수로 시작을 하게 되었다. 2022시즌 종료 후 팀에서 퇴단했다.
2023시즌을 앞두고 리브 샌드박스에 입단했다.
2024시즌을 앞두고 리브 샌드박스와 재계약을 체결했다.

## 소속팀
| # | 팀명             | 소속 기간               | 소속 리그 | 비고 |
| - | ---------------- | ----------------------- | --------- | ---- |
| 1 | 한화생명 e스포츠 | 2021.05.19 ~ 2022.11.22 | LCK       |      |
| 2 | 리브 샌드박스    | 2022.12.06 ~            | LCK       |      |

## 수상 내역
- 리그 오브 레전드 시즌 킥오프 2023 준우승